# Avalon (videojoc)
Avalon (amb el lema The 3D Adventure Movie a la coberta) és un videojoc d'acció-aventura programat per Steve Turner per al ZX Spectrum i publicat per Hewson Consultants en 1984. Avalon va seguir una seqüela el 1985, Dragontorc. El joc va rebre una puntuació del 91% a la revista CRASH (#10, de novembre de 1984).
Avalon està ambientada a Gran Bretanya l'any 408, durant la caiguda de l'Imperi Romà d'Occident. El jugador controla Maroc, un "buscador de coneixements" a qui una estranya dona vella li ha donat un bàcul i un mapa i li ha assenyalat en direcció a un lloc anomenat Glass Hill a l'illa d'Avalon, amb l'objectiu de derrotar el Senyor del Caos.
El nom "Avalon" es pren del lloc de descans llegendari del Rei Artús, l'illa d'Avalon, mentre que una figura nomenada Avelach mostra la mitologia gal·lesa. A part d'això i del període en què s'ambienta el joc, hi ha petita connexió amb la llegenda arturiana.
Avalon implica controlar el mag Maroc en la seva recerca per destruir Avelach, Senyor del Caos. El personatge del jugador no es pot matar. El món del joc és explorat per una projecció astral de Maroc; si l'energia de Maroc s'esgota, la projecció torna al cos "físic" de Maroc, des del qual es pot continuar el joc.